# Anna av Navarra
Anna av Navarra, född 19 maj 1492 i Pau, död 15 augusti 1532 i Pau, var en prinsessa och regent av Kungariket Navarra.
Hon var dotter till drottning Katarina av Navarra och Johan III av Navarra. Hon var sin föräldrars äldsta barn och tronarvinge fram till födseln av hennes bror 1501. Isabella I av Kastilien och Ferdinand II av Aragonien försökte flera gånger få henne att gifta sig med deras son eller sonson, och lyckades 1495 få hennes föräldrar att gå med på att inte gifta bort henne utan deras tillstånd, vilket bidrog till att hon aldrig gifte sig. 
I februari 1517 besteg hennes bror Henrik II av Navarra tronen. Han var tretton år vid sitt trontillträde, och Anna var regent till hans femtonårsdag i april 1518. Henrik tillbringade därefter sin mesta tid vid det franska hovet, och Anna fungerade därför som hans ställföreträdande regent i franska Navarra flera gånger från 1517 fram till 1532. 